# Тваладі
Тваладі (груз. თვალადი) — село в Грузії.
За даними перепису населення 2014 року в селі проживає 489 осіб.